# Деметрий I Сотер
Деметрий I Сотер (др.-греч. Δημήτριος Σωτήρ; ок. 187 до н. э. — 150 до н. э.) — царь Сирии (с 162 до н. э.) из династии Селевкидов. Сын Селевка IV Филопатора.
Во время правления отца был отправлен заложником в Рим взамен своего дяди Антиоха IV Эпифана. После смерти отца в 175 году до н. э. вместо Деметрия престол занял бывший заложник, а после гибели в 164 до н. э. — его сын Антиох V Эвпатор.
В 162 году до н. э., при содействии греческого историка Полибия, Деметрию удалось сбежать из римского заключёния. Высадившись в городе Триполи, он смог заручиться поддержкой местного населения, и убил Антиоха V и регента Лисия, после чего римский Сенат признал его законным царём.
Деметрий получил своё прозвище «Сотер» («Спаситель») от вавилонян, которых он освободил от тирании сатрапа Тимарха. Тимарх прославился после защиты Мидии от парфян. Он использовал воцарение Деметрия как предлог для объявления себя независимым царём, распространил свою власть на Вавилонию, но у него не хватило сил для борьбы с сирийским царём. В 160 году до н. э. Деметрий нанёс Тимарху поражение и убил его, тем самым, объединив на некоторое время державу Селевкидов.
Деметрий также известен своей победой над Маккавеями, когда в сражении с сирийскими войсками погиб первосвященник Иуда Маккавей (161 или 160 до н. э.).
Падение Деметрия приписывают Гераклиду, брату Тимарха. Гераклид поддерживал юного Александра Баласа, которого представлял настоящим сыном Антиоха IV. Гераклид убедил римский Сенат поддержать Александра Баласа, его также поддержали Египет и Пергамское царство. После двух лет гражданской войны Деметрий был повержен в 150 году до н. э.

## Деметрий в искусстве
Константинос Кавафис. «Недовольство Селевкида» (1916).